# Michaela Huber
Michaela Huber (* 19. Juni 1952 in München) ist eine deutsche psychologische Psychotherapeutin, Supervisorin und Ausbilderin in Traumabehandlung. Ihre Forschungsarbeit zu ritueller Gewalt und ihre Behandlungsmethoden sind umstritten und wurden in verschiedenen Medien kritisiert.

## Leben und Werk
Michaela Huber wuchs in München und Düsseldorf auf. Sie studierte Psychologie an den Universitäten in Düsseldorf und Münster. Die klinische Ausbildung erhielt sie ebenfalls zunächst an der Universität Münster im Bereich der Verhaltenstherapie, im Bereich Hypnotherapie bei der Milton-Erickson-Gesellschaft. Weiter absolvierte sie eine Ausbildung am deutschen EMDR-Institut von Arne Hofmann.
Sie ist Mitgründerin des 1998 aufgebauten Zentrums für Psychotraumatologie in Kassel und unterstützte weitere Traumahilfezentren im In- und Ausland (München, 2022 Portugal) beim Aufbau. Im Jahr 2008 erhielt sie für ihr Engagement für schwer traumatisierte Menschen das Bundesverdienstkreuz am Bande. Sie gründete die Bundesarbeitsgemeinschaft für eine bedarfsgerechte Nothilfe (BAGbN).
Huber war langjährige Vorsitzende der Deutschen Gesellschaft für Trauma und Dissoziation (DGTD) und Mitorganisatorin der jährlichen Fachtagungen, die sich unterschiedlichen Schwerpunkten widmeten, wie z. B. der Frage nach dem Altwerden traumatisierter Menschen (2021), dem Zusammenhang von Traumata mit Dissoziation und Identität (2018), mit Dissoziation und Migration (2017) oder der Neigung zur Somatisierung (2014).

## Werk
Huber ist Autorin mit dem Schwerpunkt der Psychotraumatologie.
Zu den bekannteren Monografien gehört das Grundlagenwerk Trauma und die Folgen (Erstveröffentlichung 2003), welches 2020 in 6. Auflage im Junfermann Verlag erschien. Es beschreibt die Entstehung der Psychotraumatologie, zeigt die Unterschiede zwischen Traumata und belastenden Lebensereignissen auf sowie zwischen verschiedenen Formen der Dissoziation als Verarbeitungsmechanismus. Es legt die Folgen von frühen Gewalterfahrungen für die Bindungsfähigkeit dar und die daraus folgenden therapeutischen Rahmenbedingungen wie die Notwendigkeit der sicheren Bindung. In der aktuellen Auflage beschreibt Huber die Symptome der Posttraumatischen Belastungsstörung nach den Klassifikationen der ICD-11 und des DSM-5 und setzt sich kritisch mit dem Traumabegriff der ICD-11 auseinander. Weitere Themen des Buches, welches mit zahlreichen Fallbeispielen versehen ist, sind Todessehnsucht, Suizidalität und die Neigung zur Selbstverletzung bei traumatisierten Menschen. Ein weiteres Kapitel thematisiert die Besonderheiten der rituellen Gewalt, die Huber für ein reales Phänomen hält, die Organisationsformen sexueller Ausbeutung sowie planmäßig durchgeführter Folter an kleinen Kindern. Der Kinder- und Jugendlichentherapeut und Autor Jürgen Beushausen, der das Buch rezensiert hat, hebt zusammenfassend „neben der Fachlichkeit das Verständnis und die empathische Zuwendung von Michaela Huber für die traumatisierten Menschen und ihr Engagement für eine Verbesserung der Situation“ hervor.
Zeitschriftenartikel von Huber erschienen u. a. in den vom Klett-Cotta Verlag herausgegebenen Zeitschriften Trauma & Gewalt und PTT Persönlichkeitsstörungen, Theorie und Therapie, dem im Springer-Verlag erschienenen Psychotherapie Forum, Buchbeiträge in Werken von Ralf Vogt. Sie ist international auf Kongressen und Tagungen präsent und hält Vorträge.

## Kritik
Das Sekteninfo NRW veröffentlichte im Jahresbericht 2019 eine detaillierte kritische Analyse der therapeutischen Theorien Hubers anhand ihrer Veröffentlichungen. Unter anderem kommen zahlreiche schriftlich dokumentierte esoterische Überzeugungen Hubers zur Sprache. Sie behauptet unter anderem, dass sie im Zusammenhang von Patientinnen mit Dissoziativer Identitätsstörung („DIS“) eine ganze Reihe übernatürlicher Phänomene beobachtet habe. So sollen DIS-Patientinnen die Augenfarbe wechseln können und telepathische Fähigkeiten besitzen. Körperliche Krankheiten könnten bei einer Innenperson vorhanden sein, bei einer anderen fehlen, Narkosen sollten je nach gerade aktiver Innenperson unterschiedlich wirken usw.
2020 wurde Huber als Vertreterin der Verschwörungstheorie der Satanic Panic von der Gesellschaft zur wissenschaftlichen Untersuchung von Parawissenschaften für einen Goldenen Aluhut nominiert.
Im Januar 2022 bezeichnete die Evangelische Zentralstelle für Weltanschauungsfragen Huber als „die treibende Kraft hinter der RG-Theorie“.
Im Februar 2022 schrieb die Schweizer Wochenzeitung über Satanic Panic, Huber gelte als „Päpstin der Branche“.
Im März 2023 veröffentlichte Der Spiegel einen kritischen Bericht über Huber. Demnach tritt sie über 20 Jahre lang als Kennerin okkulter Sekten auf und habe in dieser Zeit hunderte Traumatherapeuten geschult. Allerdings gebe es keinerlei Hinweise darauf, dass die von ihr kolportierten satanischen Sekten, in denen angeblich Kinder rituell geopfert würden, tatsächlich existieren. Der Spiegel zitierte Experten, dass die Traumatherapeuten um Huber ihren Patienten diese Erinnerungen nur einsuggerierten und damit deren Beschwerden noch verschlimmerten. Der Mythenforscher Jan Harold Brunvand (1998) hält die Berichte von satanischer ritueller Gewalt für eine urbane Legende.
Im September 2023 griff der Satiriker Jan Böhmermann die Kritik an Huber in seiner Sendung ZDF Magazin Royale unter dem Titel Rituelle Gewalt auf. Seine Kritik untermauerte Böhmermann mit einer Stellungnahme der auf Aussagepsychologie spezialisierten Rechtspsychologin Renate Volbert, die falsche Erinnerungen beschrieb.

## Auszeichnungen
- 1997 International Distinguished Achievement Award der ISSD
- 2008 Bundesverdienstkreuz am Bande
- 2011 Bertha-Pappenheim-Preis der Deutschen Gesellschaft für Trauma und Dissoziation e.V.

## Werke
- 1989 Dein ist mein halbes Herz. Was Freundinnen einander bedeuten. Fischer, Frankfurt, ISBN 3-596-24727-6.
- 1995 Multiple Persönlichkeiten. Überlebende extremer Gewalt. 9. Auflage. Fischer, Frankfurt, ISBN 3-596-12160-4.
- 2006 Der innere Garten. Ein achtsamer Weg zur persönlichen Veränderung. 3. Auflage. Junfermann, Paderborn, ISBN 978-3-87387-582-1.
- 2006 Leiden hängt von der Entscheidung ab. Gedichte & Texte zu Leben, Sterben und Heilwerden. Mit Pauline C. Frei. Junfermann, Paderborn, ISBN 978-3-87387-660-6.
- 2009 Von der Dunkelheit zum Licht. Mit Pauline C. Frei. Junfermann, Paderborn, ISBN 978-3-87387-686-6
- 2011 Viele Sein – ein Handbuch. Junfermann, Paderborn, ISBN 978-3-87387-782-5
- 2012 Transgenerationale Traumatisierung. Mit Reinhard Plassmann. Junfermann, Paderborn, ISBN 978-3-87387-645-3.
- 2013 Der Feind im Innern. Junfermann, Paderborn. ISBN 978-3-87387-583-8
- 2020 Trauma und die Folgen: Trauma und Traumabehandlung, Teil 1. Überarbeitete Neuauflage, Junfermann, Paderborn, ISBN 978-3-7495-0139-7.
- 2022 Wege der Traumabehandlung: Trauma und Traumabehandlung, Teil 2. Überarbeitete Neuauflage, Junfermann, Paderborn, ISBN 978-3-7495-0171-7.